# 2,3,4-Trichlor-1-buten
2,3,4-Trichlor-1-buten ist eine chemische Verbindung aus der Gruppe der aliphatischen, ungesättigten Halogenkohlenwasserstoffe.

## Isomerie
2,3,4-Trichlor-1-buten ist eine chirale Verbindung, es existieren zwei Enantiomere. Wenn in diesem Artikel oder sonst in der wissenschaftlichen Literatur 2,3,4-Trichlor-1-buten ohne Deskriptor erwähnt wird, ist stets das Racemat gemeint, also eine 1:1-Mischung aus (R)-2,3,4-Trichlor-1-buten und (S)-2,3,4-Trichlor-1-buten.

## Eigenschaften
2,3,4-Trichlor-1-buten ist eine brennbare, schwer entzündbare, farblose Flüssigkeit mit schwach stechendem Geruch, die sehr schwer löslich in Wasser ist. Die Verbindung zersetzt sich bei hohen Temperaturen, wobei Chlorwasserstoff und Phosgen entstehen.

## Verwendung
2,3,4-Trichlor-1-buten wird als Zwischenprodukt zur Herstellung von Chloropren verwendet.

## Sicherheitshinweise
Die Dämpfe von 2,3,4-Trichlor-1-buten können mit Luft ein explosionsfähiges Gemisch (Flammpunkt 63 °C, Zündtemperatur ca. 530 °C) bilden.